# Olga Szabóová-Orbánová
Olga Szabóová-Orbánová za svobodna Olga Orbánová (9. října 1938 Kluž, Rumunsko – 5. ledna 2022 Budapešť) byla rumunská sportovní šermířka maďarské národnosti, která se specializovala na šerm fleretem. Rumunsko reprezentovala v padesátých, šedesátých a sedmdesátých letech. Na olympijských hrách startovala v roce 1956, 1960, 1964, 1968 a 1972 v soutěži jednotlivkyň a družstev. V soutěži jednotlivkyň získala na olympijských hrách 1956 stříbrnou olympijskou medaili. V roce 1962 získala titul mistryně světa v soutěži jednotlivkyň. S rumunským družstvem fleretistek vybojovala na olympijských hrách dvě (1968, 1972) bronzové olympijské medaili a v roce 1969 získala s družstvem titul mistryň světa.